# マクロス・ザ・ライド
『マクロス・ザ・ライド』（MACROSS The Ride）は「マクロスシリーズ」の模型による作例記事と小説による『電撃ホビーマガジン』の連載企画。同誌2011年1月号から12月号まで全12話が連載された。『マクロスR』と表記されることもある。

## 概要
「マクロスシリーズ」の主役メカであるバルキリー（可変戦闘機）のオリジナル改造模型と、命知らずのエアレーサーたちの物語をフィーチャーした誌上連載企画。雑誌『電撃ホビーマガジン』には模型作例の写真と小説の一部が掲載され、小説の全文は公式ウェブサイトに掲載されるという形式で連載された。ただし、ウェブで閲覧できるのは第1話と最新の3話分のみ。ウェブ小説の更新は毎月25日頃とされているが、数日遅れて掲載されたこともある。
時代設定はテレビアニメ『マクロスF』の一年前となる西暦2058年。前半は巨大宇宙移民船団マクロス・フロンティアを舞台に、バルキリーを使って行われるエアレース「バンキッシュ」の模様を描く。後半はマクロス・ギャラクシー船団へ舞台を移し、謎の武装勢力「ファスケス」に立ち向かうバンキッシュレーサーの戦いが描かれる。マクロスシリーズの作品では初めて、主人公が歌手兼パイロットの女性と設定されている。
小説は『マクロスF』のノベライズを手掛けた小太刀右京によるもの（河森正治監修）。メカは従来の「マクロスシリーズ」の機体が多数登場する。バルキリーのスタイルアレンジを天神英貴が、ペイントアレンジを宗春が担当している。キャラクターデザインはエナミカツミ。Web小説の挿絵はトミイ大塚が担当。
『電撃ホビーマガジン』掲載の模型はハセガワやバンダイ、ウェーブから発売されているプラスチックモデル商品を改造して製作された。プラモデルが発売されていない機体についてはガレージキットを改造したり、フルスクラッチで製作されたりしている。小説のストーリーに登場しないバンキッシュ・レースの機体を紹介するコーナーもある。
単行本はウェブ公開版に大幅な加筆修正を行い、上巻（第1-6話）と下巻（第7-12話）が刊行された。また、雑誌に掲載された作例をまとめたビジュアルブック2冊も発売されている。
関連商品では、『電撃ホビーマガジン』とハセガワのコラボレーションにより、作中に登場する「VF-11D サンダーフォーカス」と「VF-11B ノートゥングII」の模型が限定生産された。また、ハセガワのプラモデルを改造したオリジナルの機体を募集するコンテスト「マクロス・ザ・ライド コンクールデレガンス」も開催された。

## あらすじ
西暦1999年、巨大宇宙戦艦（のちのマクロス）の地球墜落を機に、異星種族との戦闘に備えて「可変戦闘機（バルキリー）」と呼ばれる兵器カテゴリーが誕生した。やがて民生機としても活用されるようになり、バルキリーを使ったエアレース「バンキッシュ」が「宇宙一過激なレース」として一大人気競技になっていった。
西暦2058年、銀河中心を目指し航行を続ける第25次新マクロス級超長距離移民船団「マクロス・フロンティア」の環境艦「アイランド・リノ」でもバンキッシュが行われていた。ゼントラーディ人女性チェルシー・スカーレットはアイドル歌手を引退してから、民間軍事企業S.M.Sのバルキリー部隊で戦っていたが、ある任務中の出来事を機にバンキッシュレーサーに転身し、元軍人のハクナとコンビを組むことになる。チェルシーは環境の変化に戸惑いながらも、個性的なライバルたちと激しく自由に空を飛ぶことの魅力を感じていく。最強レーサー、ベルティエとの対戦では、歌手を辞めてから封印していた歌声でハクナを勝利に導く。（第1話 - 第4話）
フロンティア船団の選抜パイロット一行はバンキッシュの最高峰イベント「星天カップ」に出場するため、近傍を航行するマクロス・ギャラクシー船団のリゾート艦「エヴナ」を訪れる。大会は謎の武装勢力「ファスケス」の襲撃で混乱に陥り、バンキッシュレーサーは船団から孤立したエヴナを守るため義勇航空隊を結成する。チェルシーはS.M.Sで姉のように慕っていたアンジェ先輩と再会するが、その正体がファスケスの幹部だったことにショックを受ける。（第5話 - 第8話）
ファスケスの指導者ナレスワンはプロトデビルンとの戦い（バロータ戦役）で発見した自動兵器工廠衛星を再稼働させるため、チェルシーの歌声を利用しようとする。チェルシーはバロータ戦役でプロトデビルンの捕虜となって以来、「ソフィアスピリチア」という特殊な資質を秘め持っていた。ファスケスに捕らえられたチェルシーを救出するため、S.M.S・ギャラクシー・義勇航空隊の混成部隊は突入作戦を仕掛ける。乱戦の最中、アンジェはナレスワンを殺害してファスケスを掌握すると、工廠衛星の無尽の生産力を用いて、銀河系を戦乱に陥れようとする。チェルシーはバルキリーでアンジェに一騎打ちを挑み、プロトデビルンの魂を鎮めようとゼントラーディ語で祈りの歌を歌う。（第9話 - 第12話）

## 登場人物
設定年代が2058年と『マクロスF』の1年前となるため、同作品の登場人物も多数登場する（設定は劇場版に準じる）。詳細は「マクロスFの登場人物」を参照。

### 主要キャラクター
チェルシー・スカーレット (Chelsea Scarett)
本作の主人公。銀色の髪をもつゼントラーディ女性パイロット。19歳。乗機はVF-19EFカリバーン、VF-19ACTIVEノートゥング、YF-27-3シャヘル♂、YF-25プロフェシー、VF-11BノートゥングII。
ロックボーカリスト、熱気バサラに憧れて歌手になり、銀河ネットワークで人気アイドルとして成功したが、「他人の気持ちが自分の中に入り込んでくる感覚」が怖くなり3年前に芸能界を引退した。その後、バルキリーの運転免許を持っていたため、民間軍事プロバイダーのS.M.Sに縁故入社し、フロンティア支社のアポロ小隊所属パイロットとなる（最終階級は中尉）。天性の操縦センスを持つが、はぐれゼントラーディとの戦いで受けたショックで敵機を撃てなくなり、「出向」というかたちでバンキッシュ・レーサーに転向する。
幼いころは宇宙移民船メガロード13の住民だったが、バロータ戦役でプロトデビルンに捕獲され、氷の惑星のカプセルに閉じこめられ、人体実験のサンプルにされた。本人には「氷の棺で眠っていた」という朧げな記憶しかないが、プロトデビルンの遺産にアクセスできる「ソフィアスピリチア」という特殊な存在になり、2058年のファスケス蜂起事件の展開を左右するキーマンとなる。
純血のゼントラーディである自分のアイデンティティを見つけられず、地球人類へ同化することも、戦闘種族として戦うこともできないことに悩んでいた。しかし、バンキッシュの世界に居場所を見つけ、仲間を守るために飛び、ファスケスとの最終決戦ではゼントラーディの文化を歌で表現できるようになる。
『マクロスΔ』小説版では、2059年のバジュラ戦役でフロンティア船団がバジュラ本星に入植した後、新統合政府の上院議員に選出され、船団の利益の代弁者として多忙な日々を送る様子が描かれている。
ハクナ・青葉 (ハクナ あおば / Hakuna Aoba)
チェルシーとコンビを組む凄腕のエアレーサー。28歳。乗機はVF-1X++ダブルプラス、VF-0改ジーク。
機体のAIアシストを好まず、オーバーチューンした旧型機で最新鋭機と渡り合うのがモットー。フロンティア船団のアイランド15に住み、ソロレーサーとして自由気ままに飛んでいたが、S.M.Sからチェルシーを預かり、彼自身の生き方も変わり始める。優勝目前でマシントラブルに見舞われ続けたため「無冠の帝王」と呼ばれていたが、船団カップ最終戦で目標にしていたベルティエを制してバンキッシュ初優勝を果たす。
もとは統合軍のパイロットで、特殊可変戦闘機隊「SVF-473 エトワール・フィラン」に所属していた。バロータ戦役ではマクロス7艦隊の「オペレーション・スターゲイザー」を偵察する任務でプロトデビルン封印チャンバーに侵入し、捕らえられていたチェルシーを見つけて救出した。12年後に再会することになるが、師と仰ぐミリア・ファリーナ・ジーナスとの約束を守り、過去を隠したままチェルシーを見守ろうとする。
ファスケスとの戦いではバンキッシュ仲間の信任を受け、義勇航空隊のリーダーとして奮戦。かつて特殊部隊の指揮官であったナレスワンとの因縁にけりを付けようとする。

### バンキッシュ・レーサー
マグダレーナ・ツェロナスカ (Magdalena Zielonaska)
「紅の薔薇」と呼ばれる女性バンキッシュ・レーサー。愛称はリーナ。19歳。乗機はSV-52γ。
ヴィスワ&オーデル社の令嬢で、ポーランド・リトアニアの士族（シュラフタ）の血を受け継ぐ。民族の独立のために戦い、統合戦争では反統合同盟に参加した一族の歴史を誇りにしている（パイロットスーツの胸に「303コシチュシコ」の部隊章を付ける）。自信家で高飛車だが、一度仲間と認めれば面倒見がよい。バンキッシュを騎士道の決闘と見なし、競争相手をクラッシュさせるようなラフファイトを仕掛ける。
ひそかにハクナに思いを寄せており、ハクナとコンビを組むチェルシーを恋のライバルとして意識する。
ニコラス・フランソワーズ・ベルティエ (Nicolas Francoise Berthier)
10年間バンキッシュのグランドチャンピオンの座を守り続る不敗の「覇王」。惑星エデン出身。34歳。乗機はVF-9Eカットラス。
3歳のころからバルキリーの後部座席に乗っていた生まれついてのバルキリーライダー。脳神経をインプラント化し、神経を光ファイバーで置き換えたサイボーグだが、あえて旧式と言えるVF-9を使っている。機体のモーションで「意」を放ち、対戦相手をフェイントで幻惑する戦法を得意とする。
ファスケスとの決戦を前にして、翌シーズンを最後にバンキッシュから引退する意思をブラウヒッチに伝え、自分と組んで後継者にならないかと勧誘する。
オスカー・ブラウヒッチ (Oscar Brauchitsch)
新星インダストリー・フロンティア支社所属のワークスレーサー。29歳。乗機は地球本国使用のVF-19Aエクスカリバー。
テストパイロット出身者で、フロンティア船団のランキング3位の実力者。5年前の事故で腕を失って以来、サイバー・アームを使用している。肉体派で荒っぽい性格だが、バンキッシュでは堅実な飛び方と良い機体が大事だと認識している。
アンソニー・クレメンス (Anthony Clemens)
覇王ベルティエのパートナーを務め「守護神」と呼ばれる男。28歳。乗機はVF-11Cサンダーボルト・インターセプター。
彼の役割は、フラッグに向かうベルティエに追いすがる者を迎撃すること。美形で女性にもファンが多いが、下位のサンダーボルトクラスから這い上がってきた叩き上げのレーサーである。
リカルド・ブルームバーグ
チェルシーの歌手時代のファンクラブ会員。白いVF-11Cサンダーボルトに乗る。リーナとの対戦で機体を地面に叩きつけられ、重傷を負う。
ホアン・ミン・リー
惑星ボルカンを中心に活動するバンキッシュ・レーサー。乗機はVF-17Dナイトメア"ソン・チューロン"。重装甲を活かした格闘戦主体のパイロットとして知られる。晴天カップに出場し、義勇航空隊にも参加する。

### バンキッシュ関係者
カトリ・ブラウン・ロビンズ (Katori Brown Robbins)
民間整備会社「ロビンズファミリー」の社長兼現場責任者。褐色の肌で長身の女性。バンキッシュに出場するほとんどの機体の整備を請け負う。最新鋭のバルキリーから生産完了になったヴィンテージ・バルキリーまで、直せない機体はないと豪語する。かつては統合軍の凄腕メカニックとして知られ、当時を知るパイロットから敬意を込めて「大佐」と呼ばれる。
タケル・ゴウルデンラウプ (Takeru Goldenlaub)
ロビンズファミリーの少年メカニック。惑星カッシューブ出身のゼントラーディ系ハーフ。内戦で肉親を失い、密航を繰り返してフロンティア船団に辿り着いた。故郷の居住環境によって幼少時からメカいじりをしており、ハクナの専任メカニックを任される。ギャラクシー船団で出会った少女ステラ・マリスと親しくなる。
ローズ・グリューネシルト (Rose Guryunesilt)
刺激的な突撃取材で有名なフリーの女性レポーター。取材機器を搭載したバルキリーに同乗して危険地帯に突入する。バンキッシュ取材のため星天カップに同行した縁で、義勇航空隊の活躍を戦場からライブ中継する。
D・アイヴォリー ("D" Aivori)
ローズの専属パイロット兼ボディーガードを務める黒人男性。大型カメラ・ガンポッドを装備したVF-11D サンダーフォーカスの操縦を担当する。かつては反統合政府組織「ブラックレインボー」に所属していたが、組織の壊滅後に自分を拾ったローズに忠誠を誓っている。
アンリ・マールベルク (Anri Mahlberg)
アイランド1に住むゾラ人の投資家。お洒落な紳士だが、裏では医薬品の密輸に関わり、闇医者として表にできない医療行為をしている。男性だがハクナを愛しており、ハクナとチェルシーのチームドクターを買って出る。
ユェイン・ラウ (Yuein Lau)
銀河ファミリーレストランの一大チェーン店企業「スカイラブ」の社長。外見は子供のようで、ポニーテールに丸眼鏡をした年齢不詳の女性。ハクナとチェルシーのチームのスポンサーになる。

### ファスケス
ナレスワン (Naresuan)
ファスケスのカリスマ的指導者。ゼントラーディとしての旧名はオゴル7312。乗機はネオ・グラージbis、YF-27-5シャヘル♀。
第一次星間大戦時、地球を襲撃したゼントラーディ軍ボドル基幹艦隊分岐艦隊の司令官だったが、リン・ミンメイの歌とブリタイ・クリダニクの演説に心を動かされマクロスに味方した。戦後、地球に実在したタイ王国の国王にちなんで「ナレスワン」と改名し、統合軍の再建に貢献するが、プロトカルチャー由来の地球文化に心酔するあまり、極端な中央集権主義を信じるようになる。
かつては新統合軍の特務部隊エトワール・フィランの司令官で、（時期はずれるが）アンジェやハクナを部下として鍛え上げた。バロータ戦役時に氷の惑星でプロトデビルンの遺産の情報を入手し、部隊を壊滅させたまま消息不明となる。その後、ファスケスの頭領としてふたたび姿を現し、新統合政府に反旗を翻す。
アンジェ672 (Angers672)
ファスケス親衛隊隊長をつとめる緑色の髪をしたゼントラーディ女性。26歳。乗機はクァドラン・ロー、VF-22HGシュヴァルヴェ・ツヴァイ、クァドラン・アルマ。
正体を明かす以前は統合軍やS.M.Sのパイロット、人権問題のフリージャーナリストに姿を変えながら、情報収集活動や裏工作を行っていた。S.M.S所属時には新人のチェルシーに戦闘機乗りの心得を授け、面倒見のよい先輩と慕われた。
外面ではナレスワンの地球至上主義に恭順しながら、本心では地球文化に馴染んでしまったゼントラーディを否定し、戦闘種族として闘争本能を取り戻すべきだと考えていた。ナレスワンを撃ち殺してファスケスの実権を握ると、プロトデビルンの遺産の力で全人類を洗脳し、果てなき銀河戦争に導こうとする。しかし、チェルシーとの対決に敗れて行方不明となる。

### S.M.S
ホセ・シュレイア
S.M.Sアポロ小隊の小隊長。階級は大尉。乗機はVF-19EFカリバーン。
古代イスパニア貴族の末裔。フルネームはドン・ホセ・ハビエル・ロッホ・シュレイアだが、長すぎるため皆からは単にホセと呼ばれる。部下のチェルシーが敵を撃てなくなり、S.M.Sを解雇される寸前になると、バンキッシュ・レースへの「出向」を命じ、テスト機VF-19ACTIVEを斡旋する。
カタリーナ・ヴェルデ
S.M.Sの前線航空管制官。乗機はRVF-19EFウォーニング・カリバーン。チェルシーの後輩にあたり、空間工学（フォールド技術）の専門家。コールサインはアポロ3。
ジェフリー・ワイルダー
S.M.Sの特務艦マクロス・クォーターの艦長。海賊を思わせる向う傷のある男。ギャラクシー船団に親善寄港した縁で、義勇航空隊やギャラクシー情報部と協力し、ファスケスの野望を阻止する戦いに赴く。
オズマ・リー
S.M.Sスカル小隊の隊長。乗機はVF-25Sメサイア。義妹のランカには職業を隠し、警備会社の人事部のオフィスワークをしていると偽っている。
ミハエル・ブラン
S.M.Sスカル小隊の2番機パイロット。通称「ミシェル」。乗機はVF-25Gメサイア。美星学園航宙科の学生でもあり、早乙女アルトはクラスメート。
ボビー・マルゴ
マクロス・クォーターの操舵士。ジェフリーの女房役を自負している。
モニカ・ラング
マクロス・クォーターのオペレーターのひとり。ワイルダー艦長に思いを寄せている。
ラム・ホア
マクロス・クォーターのオペレーターのひとり。情報収集マニア。
ミーナ・ローシャン
マクロス・クォーターのオペレーターのひとり。
リチャード・ビルラー
S.M.Sの創業者。第一次星間大戦でリン・ミンメイの歌の洗礼を受けたゼントラーディのひとりであり、終戦後にナレスワンと地球文化を銀河に拡げる夢を語り合っていた。

### ギャラクシー船団
グレイス・ゴドゥヌワ
ギャラクシー船団企業軍の情報部将校（階級は大佐）。性別は女性だが、全身をインプラント（サイボーグ）化しており、女性とも男性とも判らぬ容姿をしている。超時空生命体バジュラとの遭遇に備えて「オペレーション・サクリファイス」や「オペレーション・カニバル」「プロジェクト・ステラ」といった極秘計画を進めており、S.M.Sやファスケスを相手にしたたかに立ち振る舞う。歌手シェリル・ノームのマネージャー「グレイス・オコナー」という別の顔も持つ。
マリス・ステラ
ゴドゥヌワ大佐の下でテストパイロットをしている少女。14歳。乗機はYF-27-5シャヘル♀、YF-27-3シャヘル♂、YF-25プロフェシー。
マリス・ステラという名前はコードネームに過ぎず、元はギャラクシーのスラムに住んでいた少女。家族を養うため身体を売り、サイボーグ兵士の量産計画「プロジェクト・ステラ」の被検体となる。意識はインプラント・ネットワークによってゴドゥヌワ大佐に直結されており、普段は大人しい性格だが、戦闘時には冷酷になる。
実戦データ収集のため星天カップ出場機を襲撃し「漆黒の堕天使」と恐れられる。その後、義勇航空隊に協力し、チェルシー機の後席で火器と電子機器を管制する。
シェリル・ノーム
「銀河の妖精」として知られる超人気歌手で、バンキッシュ星天カップのオープニングライブを行う。
ブレラ・スターン
ゴドゥヌワ大佐の下でYF-27-3のテストパイロットをしているサイボーグ兵士。シェリルのボディガードも務める。
アンドレイ・ジューコフ
ギャラクシー・リゾート社のマクロス21支社長で、リゾート艦レヴナの艦長を務める男。
ヒョードル・グラススキ
ギャラクシー軍所属の軍曹。スーパー・ディフェンダーに搭乗し、ギャラクシーを襲撃してきたエルガーゾルン・グスタフと交戦する。
カレン・キム
ギャラクシー軍デストロイド隊の一員。スーパー・ディフェンダーに搭乗する。
オティエン・ワ・アフンディ
ギャラクシー軍デストロイド隊の一員。近代化改修されたトマホークに搭乗する。

### その他のキャラクター
早乙女 アルト
『マクロスF』の主人公。フロンティア船団の美星学園に通う学生で、最近芸能コースから航宙科パイロット養成コースに転科してきた。本作のストーリーには絡まず、ミシェルら学友がS.M.Sで戦っていることもまだ知らない。
ランカ・リー
翡翠色の髪をもつ中学生の少女。オズマ・リーの義理の妹だが、兄がS.M.Sのパイロットであることは知らない。
ソネット・デズモント
シェリルのフォロワーのなかでは比較的成功したミュージシャン。外見に似合わず気が弱い少女。歌手時代のチェルシーとは何度か会ったことがある。彼女の歌は、第一次星間大戦期に活躍した伝説の歌姫リン・ミンメイの名にちなんだカルチャー・ショックを与える作戦「ミンメイ・アタック」に使用される。

## 登場兵器
＊印が付くものは、本作品のためにカスタムデザインが用意されたメカ。

### 可変戦闘機

#### バンキッシュ・レーサーの機体
VF-19ACTIVE ノートゥング＊
バンキッシュ・レーサーに転向したチェルシーへ、S.M.Sから提供された機体。カラーリングはライトブルーに白のストライプ。パーソナルマークは「ブリュンヒルデ」。
ACTIVEはAdvanced Control Technology for Integrated Valkyries：先進制御技術統合可変戦闘機）の意味で、ノートゥング (Nothung) は歌劇『ニーベルングの指環』で英雄ジークフリートが魔竜ファーフナーを倒す剣のこと。
L.A.I社がS.M.Sに運用試験を委託している実験機であり、実戦に近い環境で新技術のデータを収集するため、民間のバンキッシュ・レースに投入された。VF-19EFをベースにしているが、主翼を前進翼からデルタ翼に変更し、翼端の可動式ウイングレットにYF-21で使用されたOTM自由変形素材を使用している。EX-ギアシステムや高性能AIブリュンヒルデ（チェルシー命名）を搭載しているが、乗りこなすためには操縦者の技量が問われる。
チェルシーの留守中にタケルが搭乗し、YF-25-5を盗んだナレスワンを追いかけたが、アンジェのVF-22HGに攻撃され大破する。
YF-25 プロフェシー
次世代可変戦闘機VF-25メサイアの試作機。1年前、S.M.Sにいたアンジェが惑星メサイア025でテストフライトを担当した。星天カップのデモフライトのためS.M.Sがエヴナに持ちこみ、VF-19ACTIVEを失ったチェルシーの新たな翼となる。その際、制御支援AIはブリュンヒルデを移植している。
YF-25 パラディンプロフェシー＊
YF-25のオプションとして、バジュラとの格闘戦を想定して試作された重装甲突撃パック（SPS-25P/MF25、通称：パラディンパック）を装着した状態。右手に持つ長槍（BL/VF-X1ブレイズランス）は、先端にピンポイントバリアと20mmレールカノンを備える。
VF-1X++ ダブルプラス＊
ハクナが特殊部隊時代から使用しているVF-1X+を、独自にバンキッシュ用に改造した機体（別名「ハクナスペシャル」）。カラーリングは白。パーソナルマークは「トビウオ」。
エンジンを新型無人戦闘機用の熱核バーストタービンに換装し、脚部に緊急加速用ブースターユニットを装着。機体各所にもプロテクターやサブスラスターを追加し、主翼や機体下面の空力の見直しも行っている。強大な推力とピーキーな運動性、それを操るハクナの腕でライバルに対抗している。
初飛行から50余年経つロートル機に無茶な改修と無謀なフライトを重ねた結果、機体の劣化が進んでおり、整備不足も祟ってレース本番ではマシントラブルが頻発していた。第8話にてナレスワンのネオ・グラージbisとの戦闘で全損する。
VF-0改 ジーク＊
VFシリーズの雛形となった「幻の可変戦闘機」VF-0Aの改造機。愛称のジーク (ZEAK) は、魔剣ノートゥングの所有者ジークフリートに由来する。カラーリングとパーソナルマークはVF-1++と同様。
かつてカトリが債権者の倉庫からスクラップ状態で発見し、仕事とは別に道楽でレストアをしていた。VF-1++を失ったハクナのため、L.A.Iやガルドワークスの協力を取り付けて急遽完成させた。
主翼・頭部・脚部など全体の70%をVF-25Fからミックスビルドしており、熱核バーストタービンエンジン・ステージIIやISC、リニア・アクチュエーターなどの新技術を装備し、最新鋭機VF-25やYF-27に比肩しうる機体に仕上がっている。
SV-52γ オリョール＊
リーナが「最古にして最良の可変戦闘機」と呼ぶ愛機。カラーリングは深紅。パーソナルマークは「薔薇の花」。
統合戦争当時、反統合同盟が開発したSV-51の熱核反応タービンエンジン搭載型。主翼翼端に鳥の羽根のような多段式フラップを装備する。リーナの機体は第一次星間大戦で壊滅した地球上でシェルターに保管されていたオリジナルのうちの一機であり、一族の財力を惜しげもなく投じてレストアした。参考資料が少ないため、外見はSV-52よりもSv-51γに近い。大柄な機体（ファイター形態の全長約23m）を活かしてVF-17D用のエンジンに換装しており、宇宙用のスーパーパックを装備することも可能。
VF-9E カットラス
覇王ベルティエの機体。カラーリングは黄色と赤。パーソナルマークは「鉄アレイ」。
ゼネラル・ギャラクシー社が2020年代に開発した小型可変戦闘機。E型はVF-22と同等のエンジンであるRR熱核反応バーストタービンFF-2450Cを搭載し、AVFの速度とVF-9の機動性の両立を図っている。
VF-19A エクスカリバー
ブラウヒッチの機体。カラーリングはシルバーとメタリックレッド。パーソナルマークは「盾」。
新星インダストリー社が2040年に開発した次世代全領域可変戦闘機 (Advanced Variable Fighter) 。ブラウヒッチ機は新星インダストリーのフロンティア船団支社が投入したレースモデルであり、量産型のVF-19Aに19C、19Pのデータが反映されている。
VF-11 サンダーボルト
新星インダストリーが2030年代に開発した主力可変戦闘機。生産数が非常に多く、軍の機種改変で払い下げられた機体が多数出回っているため、バンキッシュには「サンダーボルト・クラス」というワンメイクレースもある。
VF-11C サンダーボルト・インターセプター
クレメンスの機体。カラーリングはグレーに青・黒。パーソナルマークは「カモメ」。
エンジンをVF-16A用のFF-3600J熱核バーストタービンに換装。パートナーのベルティエをアシストするため各種の防御装備を備え、短時間ならばバトロイド形態でピンポイントバリアを使用可能。
VF-11D サンダーフォーカス
ローズとD・アイヴォリーの機体。カラーリングは肌色に緑。パーソナルマークは「雷神」。
複座練習機のVF-11Dを報道用に改造したもの。搭載AIは放送局並みの即時編集機能を持つ。機体下面に装着する大型カメラポッド (GCU-M3) は軍の強行偵察機用に開発されたもので、カメラや各種センサー、通信用フォールドアンプユニットなどを搭載し、エネルギー転換装甲で保護されている。
VF-11B ノートゥングII
ファスケスの反乱事件の終結後、正式にバンキッシュ・レーサーとなったチェルシーの機体。カラーリングとパーソナルマークはVF-19ACTIVEに準ずる。
払い下げのVF-11Bを3機つぶして組み上げられ、変形速度と照準精度はVF-19に匹敵する。歌手であるチェルシーらしく、スピーカーポッドや指向性マイクポッドを搭載する。
VF-17D ナイトメア"ソン・チューロン"
ホアン・ミン・リンの機体。愛称の「ソン・チューロン（河九龍）」はメコン川を意味する。
2037年に正式採用されたゼネラル・ギャラクシー製のステルス可変戦闘機。ミンは武装を外した以外は軍仕様と変わらぬままで運用している。
VA-3 インベーダー
ノースロム・グラマンによる可変攻撃機。フロンティア船団カップに出場した。
VF-14 バンパイア
ゼネラル・ギャラクシー製の可変戦闘機。フロンティア船団カップに出場した。

#### S.M.Sの機体
VF-19EF カリバーン＊
S.M.Sアポロ小隊が使用する可変戦闘機。カリバーンとはアーサー王伝説においてアーサー王が持つ聖剣のこと（エクスカリバーを参照）。
フロンティア船団におけるVF-19Eの量産を地球本国が嫌ったため、フロンティアの新星インダストリーとL.A.Iが共同開発したモンキーモデル。一部性能にリミッターがかけられている。前進翼は翼面積が拡張されている。S.M.S仕様は対Gスーツ兼パワードスーツであるEX-ギアシステムの試作型を搭載する。
RVF-19EF ウォーニング・カリバーン
空中警戒管制機。S.M.Sアポロ小隊ではカタリーナが搭乗する。
RVF-19EF/CAT
カタリーナが乗るウォーニング・カリバーンの改修型。RVF-25用の新型電子機器の試験運用を行う。
VF-25 メサイア
YF-24 エボリューションの設計データを基に、フロンティア船団で開発された最新鋭可変戦闘機。EX-ギアシステム、イナーシャ・ストア・コンバーター (ISC)、ステージII・熱核タービンエンジン、リニアアクチュエーターといった最新技術を標準装備する。S.M.Sでは飛行隊本部小隊であるスカル小隊ほかいくつかの飛行隊で試験運用が開始されている。
VB-6 ケーニッヒモンスター
高い火力を誇る可変爆撃機。S.M.Sのマクロス・クォーターで運用されている。

#### ギャラクシー船団の機体
YF-27-5 シャヘル♀（フィメール）＊
最新鋭の可変戦闘機VF-27ルシファーのプロトタイプの一種。マクロス・ギャラクシーの兵器開発工廠「ガルド・ワークス」が極秘裏に開発を進めている。カラーリングは黒・グレー・黄色のダズル迷彩。
YF-21系のBDI（ブレインダイレクトイメージ）システムとインプラントを用いた脳直結式操縦の技術実証機。右翼に長砲身のBGP-02αビームガンポッド、左翼にガンポッド用の反応炉エネルギーユニットを懸吊する。また、隠密任務用として装甲にビジュアルステルス（光学迷彩）を備える。
YF-27-3 シャヘル♂（メール）
シャヘルの試作3号機。エンジンは4発で、YF-27-5 シャヘル♀よりも加速性能に勝る。カラーリングは紫。
VF-171 ナイトメアプラス
VF-17 ナイトメアの改良型。2050年代における新統合軍の主力可変戦闘機であり、ギャラクシー軍でも運用されている。
RVF-171
VF-171 ナイトメアプラスの偵察機仕様。ギャラクシー軍で運用されている。

#### ファスケスの機体
VBP-1/VA-110 ネオ・グラージbis
可変戦闘ポッド「ネオ・グラージ」の改修型で、ナレスワンが搭乗する。ゼントラーディの指揮官用バトルポッド「グラージ」にVF-4 ライトニングIIIなどを基にした可変機能を加えた機体。パイロットの体格によりゼントラーディ兵仕様のVBP-1、マイクローン仕様のVA-110に分けられる。
VF-22HG シュヴァルベII（ツヴァイ）＊
VF-22シュトゥルムフォーゲルIIの流れを汲む試作機。アンジェ機のカラーリングは赤・白・青のトリコロール。
BDIシステムを採用したVF-22の改良型として数機が生産され、おもにギャラクシー企業軍のブラックオペレーションに試用された（アンジェの機体は4号機）。コクピットのキャノピーはVF-22よりも滑らかで透明部分が少ない。
Fz-109G エルガーゾルン・グスタフ
ファスケスに所属する紫色の双胴の可変戦闘機。もとはバロータ戦役において、バロータ軍が捕獲したVF-14を改造した機体で、VF-171に比肩する性能を持つ。
Az-130 パンツァーゾルン
ファスケスに所属する重攻撃機。F1-109と同じく、バロータ軍がVA-14を改造した機体。
Fbz-99 ザウバーゲラン
ファスケスに所属する重爆撃機。前述の2機種と同じく、バロータ軍がVAB-2Dを改造したものと推定される。

#### 誌上作例の機体
小説作品中には登場しないが、『電撃ホビーマガジン』誌上で模型作例として紹介された機体を以下に記す。
VF-4SL ライトニングIII
「ブルーハリケーン」と呼ばれるパウエル・リコの機体。バンキッシュ・レースの直前にコースの安全を確認するセーフティ・バルキリー。
元はストンウェル・ベルコム社が2012年に開発した機体。エンジンを 新中州/P&W/ロールス・ロイス・ホールディングス製 FF-2011熱核タービン（宇宙空間最大推力165KN×2。チューンナップにより出力20%向上）、その他 P&W 製高機動バーニアスラスターHMM-1A、スラスト・リバーサー、3D機動ノズル装備し、防御用兵装として「エネルギー転換装甲SWGAシステム」一式を搭載。ライトニングIIIの大気圏内仕様であるS型の腕部と一部変形機構をオミットし、対艦攻撃・邀撃機に特化した仕様で“VF-4軽装型”と呼ばれることもある。バトロイドへの変形は行なえず、腕のないガウォークにのみ変形が可能。統合軍の移民船団護衛部隊で愛された同機のほとんどは、VF-11 サンダーボルト、VF-14 バンパイアへの機種転換によって民間に払い下げられており、この機体でオストリッチ・レースのように腕部を必要としないレースなどに参戦している。
VF-19C/MG21 エクスカリバー
ギャラクシー船団がライバルメーカーである新星インダストリーのVF-19Cをライセンス生産した機体。
VF-19A2 エクスカリバー
統合軍のアクロバットチーム「エンジェルバーズ」所属機。白・赤・青の伝統のカラーリングを継承している。
VF-11B エル・カミノ・レアル
惑星エデン出身、統合宇宙軍海兵部隊出身のパイロット、カール・オーシャンサイドの機体。
VF-11B/X シスター・バルキリー
シスター・シスター、シスター・ニコル姉弟の機体。スポンサーは星間十字教会。
VF-11B ラクリモーサ
バンキッシュ雑誌の「サンダーボルト・クラスのレーサーを作る!」という企画で誕生した機体。レースクイーン募集と間違えて応募してきたジゼル・クロースをバンキッシュレーサーに育てるという企画も進められた。
VF-11B サンダーベルIII
ギャラクシー船団企業軍出身のプライベーター、ソフィ・トリフォノフの機体。愛称は彼女のかつての愛犬に由来するという。

### デストロイド
ADR-04-Mk.XV スーパー・ディフェンダー＊
エヴナ守備隊が使用する機体。第一次星間大戦で運用された対空迎撃用デストロイド・ディフェンダーの再設計機。レーダーユニットの換装とAVF用のリニア・アクチュエーターの転用、AIのアップデートにより目標追従性が向上している。腕部は2連対空砲から6連ガトリング砲に換装してある。
MBR-04-Mk.VI トマホーク
第一次星間大戦で運用された重装砲撃型デストロイド・トマホークを近代化改修した機体。
SDR-04-Mk.XII ファランクス
第一次星間大戦で運用された防空型デストロイド。ミサイルポッドを搭載している。
ワーク・デストロイド
ギャラクシー船団に所属する作業用デストロイド。緊急着艦した機体に放水し強制冷却する。

### バトルポッド / バトルスーツ
リガード
はぐれゼントラーディが使用するワンマン戦闘ポッド。ゼントラーディの間に最も普及している機体で、バンキッシュレースの「オストリッチ・クラス」ではリガードを使ったレースも行われている。
ヌージャデル・ガー
はぐれゼントラーディが使用する男性用バトルスーツ。
クァドラン・ロー
ゼントラーディの婦人士官用バトルスーツ「クァドランシリーズ」の代表的な機種。星天カップ会場のイベントフライトに紛れ込み、アンジェがテロ行為を行った。カラーリングは赤と白のデモンストレーションカラー。
クァドラン・レア
クァドラン・ローを地球側の技術でアップデートした機種。S.M.Sではゼントラーディ女性隊員の部隊が編成されている。
クァドラン・アルマ＊
最終決戦においてアンジェが搭乗する機体。クァドランシリーズの最上位機種の一つにフェイオス・バルキリーなどの敵性バルキリー (EVA) の技術が導入されており、高速飛行形態への変形機能を持つ。アンジェ機は高次空間から取り入れたエネルギーでアストラル・フィールドを展開し、空間を屈曲させてあらゆる攻撃を無力化する。

### 艦船
マクロス・フロンティア
第25次新マクロス級超長距離移民船団（マクロス・フロンティア船団）。半径15kmの巨大な都市型居住艦「アイランド・ワン」の後方に、全長8kmの環境艦20数隻が孔雀の羽のように連なっている。「自然のままの姿にあること」を重んじ、艦内に地球上の生態系を再現している。
アイランド・リノ
バンキッシュ・フロンティア船団カップのレース会場となる環境艦。艦内に荒涼としたネバダの砂漠地帯を再現している。他船団から訪れる観光客が西部開拓時代の疑似体験を楽しみ、カジノ産業も賑わっている。バンキッシュの開催はそうした観光産業の一環でもある。
マクロス・ギャラクシー
第21次新マクロス級超長距離移民船団（マクロス・ギャラクシー船団）。母体であるゼネラル・ギャラクシー社の先進科学を積極的に導入し、拡張現実や人工器官（インプラント）が市民生活に普及している。
エヴナ
バンキッシュ・星天カップの会場となるリビエラ級海洋艦。地球の海を科学的に模倣した「巨大なプール」であり、ビーチリゾートを楽しむ観光客で賑わう。一方、人や物資の出入りが多いことを隠れ蓑にして、地下ブロックにはギャラクシー企業軍の秘密実験施設がある。
星天カップを襲撃したファスケスにより船団から離れた宙域へ強制フォールドさせられ、しばらく孤立無援で宇宙を漂流することになる。
メガロード-13
かつてチェルシーとその家族が乗っていたメガロード級超長距離移民船団。2025年に銀河中心付近で発見したバロータ星系に入植するが、バロータ3198XE第4惑星（氷の惑星）で封印されていたプロトデビルンが覚醒し、移民たちはスピリチア供給源として捕らえられた。
マクロス・クォーター
S.M.Sの母艦となる可変ステルス空母。全長400mとマクロスの中では小型だが機動性は高い。
バブ・イル
ファスケスの旗艦となる巨大戦艦。全長1kmを超える双頭の竜のような姿をしている。最終決戦においてS.M.Sスカル小隊のVF-25の猛攻を浴び撃沈する。
アリデッド
ギャラクシー船団に所属するデネブ級巡洋艦。
トファルドフスキ
ヴィスワ&オーデル社の恒星間航行用宇宙貨客船。最新のフォールドエンジンを搭載しており、チェルシーたち一行がエヴナへ移動する時に利用した。
ケアドウル・マクドミラ
ゼントラーディの艦隊指揮用の戦艦。全長約3kmの巨大艦。劇中ではコペル基幹艦隊所属の第20581976偵察分隊所属の艦が登場。

## 用語

### バンキッシュ
バンキッシュレース (Vanquish Race) は、可変戦闘機（バルキリー）の三段変形機構を駆使して競走するエアレースである。基本的には先着順で決まるタイムレースであるが、単に飛行技術を競うだけではなく、実戦さながらの激しい肉弾戦も行われる。新旧様々なバルキリーが対戦し、クラッシュが続出する過激さが人気を呼び、銀河規模のプロスポーツとして開催されている。
運営方法
バンキッシュ・バリアブル・ファイター連盟（VVFM）によって統括運営されている。「フロンティア・カップ」や「ギャラクシー・カップ」など移民船団や移民惑星ごとに年間10戦程度のカップ戦が行われ、ランキング上位者はオフシーズンに行われる選抜レース「ブラストカップ」による選考を経て、「キング・オブ・バンキッシュ」を決める「星天カップ」に出場できる。星天カップの注目度は高く、各年度の開催地を巡り誘致合戦が行われる。
レースの模様は銀河ネットワークで中継され、巨額の独占放映権料が出場者に分配される。また、公認ギャンブルであるため、ブックメーカーから収益の一部が振り込まれ、本戦出場クラスのレーサーには八百長防止のため補助金が支給される。それでも、機体の改造やメンテナンスには多大なコストがかかるため、プライベーターはスポンサーを探し、機体をスポンサーカラーに塗ったり、スポンサーロゴを貼って広告塔の役割を果たす。
クラス
アルティメット・クラス
本作品の登場人物が出場するバンキッシュの最高峰クラス。機種の選択および改造、エンジンの換装などのチューンナップは無制限。ただし、兵器は装備できない。開発メーカーがデータ収集のため試験機を投入することもある。
サンダーボルト・クラス
出場機種はVF-11サンダーボルトのみ。機体はノーマル状態に限られるので、パイロットの腕が結果を左右する。アルティメット・クラスへの登竜門にもなる。
オストリッチ・クラス
ゼントラーディのバンキッシュ愛好家たちが始めた競技で、出場機種は「二脚であればなんでも可」。定番のリガードのほか、バルキリーのガウォーク・ファイター形態で参加する者もいる。
レース進行
ファイター・エリア
スタートの合図で離陸した各機は、ファイター（航空機）形態で指定された周回コースを飛行する。宇宙船で行う場合は内部空間が狭いため「ピンポイント・バリア・ゲート」と呼ばれる特殊なエアロックを通過して宇宙空間へ飛び出し、外壁部に設置されたパイロンコースをクリアする。戦闘行為は禁止だが、有利なポジション取りを巡って高速の駆け引きが行われる。
スラローム・エリア
地表近くまで降下し、岩場やターンマークのような障害物の間をスラローム飛行する。変形モードはガウォーク（中間）形態固定で、飛行上限高度も決められている。ガウォークの手足を操り、機体重心や推力方向を変えて素早くターンすることが必要。
フラッグ・エリア
エリア内の各所にフラッグが立てられており、フラッグを早くつかんだ者から勝ち抜けとなる。予選・本戦と進むごとにフラッグの本数は減っていく。また、EMP模擬弾を装填した武器も各所に置かれており、これらを確保してから競走相手を攻撃してもよい。変形モードは自由。バトロイド（人型）形態での激しい銃撃戦・格闘戦がみられる。
選手と機体
バンキッシュ出場者は個人資格で参加するプライベーターのほか、軍事メーカーに所属するワークスチームや、企業と専属契約するサテライトチームなどがいる。民間のパイロット以外に元兵士やテストパイロット出身者もいる。レースでは1チーム2機でコンビを組むことが認められており、ベルティエとクレメンスのようにアタッカーとアシストで役割を分担することもある。
機種は2030年代に量産されたVF-11やVF-14、VF-17のような、2058年時点で中古機や予備パーツが民間に出回っている一世代前のものが標準的である。チェルシーやブラウヒッチが乗るVF-19系は2040年代に採用された現役世代機であり、（ピンポイントバリアなど）性能面では他よりも有利になる。また、選手個人のポリシーやスタイルにより、ハクナのVF-1++やリーナのSv-52γのように敢えて50年前の最初期の機種にこだわる場合もある。
PS3用ゲーム『マクロス30 銀河を繋ぐ歌声』では、惑星ウロボロスを舞台にしたバンキッシュレースのミニゲームが楽しめる。自機のみのタイムアタック方式で、ターゲットを通過・破壊する所要時間を競う。

### その他の用語
プロトデビルンの遺産
太古の超科学文明プロトカルチャーが建造した小惑星サイズの自動兵器工場衛星。超空間ゲートを通じて高次元空間（サブ・ユニバース）のエネルギーを直接引き出すことにより、質量保存の法則を無視して、生物以外のあらゆる兵器を無制限に複製することができる。バロータ戦役においてプロトデビルンに率いられたバロータ軍大艦隊は、この施設で製造されたものと考えられる。バロータ戦役が終結し、プロトデビルンが別の銀河へ旅立った後、残された工場衛星をナレスワンが利用することになる。
ソフィアスピリチア
チェルシーが幼い頃、氷の惑星でプロトデビルンに捕らえられたときに備わった異能力。感情が高揚すると、周囲の人々の生命エネルギー「スピリチア」を吸収するスピリチア・ブラックホール現象を起こす。歌手時代にマクロス9船団のクロムレック・ドームでコンサートを行った際には、百名以上の観客が失神する騒動を起こした（クロムレック事件）。チェルシーはプロトデビルンの遺産を再活性化させる「巫女」として、ファスケスに身柄を狙われることになる。
ファスケス
ナレスワンが率いる反統合政府組織。ファスケス (Fasces) とはラテン語で「斧」の意味（ファシズムの語源）。2051年の第二次統合戦争で敗れたラクテンスの流れをくむ地球至上主義者の集団。移民船団や移民惑星への自治権の広がりを分離主義と断じ、再び地球中心の集権体制を築こうとしている。武装蜂起に備えてプロトデビルンの遺産で兵器を量産。その一方で、宇宙海賊に化けて銀河各地の通商艦隊を襲撃し、乗組員や兵士を誘拐。彼らをマインドコントロールして自軍の兵力に加えていた。
SVF-473 エトワール・フィラン
新統合軍の特務可変戦闘機部隊。ナレスワンが司令官、ハクナは3番機のパイロットとして所属していた。バロータ戦役末期、統合政府はマクロス7船団にプロトデビルン殲滅を命じる一方、氷の惑星のプロトデビルン封印チャンバーの秘密を入手しようと、極秘にエトワール・フィランを派遣。封印チャンバー内でハクナはチェルシーを発見し、ナレスワンはプロトデビルンの遺産の情報を手に入れたが、他の隊員たちは突入作戦中に犠牲となった。
プロジェクト・ステラ
ギャラクシー企業軍が極秘に進める機装強化兵（サイバーグラント）量産プロジェクト。脳に埋め込まれたインプラントが操縦スキルを代行することで、戦闘経験のない人間でも熟練パイロットに変身する。計画責任者のゴドゥヌワ大佐はテロリストの仕業を装い、星天カップに出場するバンキッシュレーサーを襲撃して実戦データを収集しようとしたが、被検体のマリス・ステラの精神がストレスに耐えられない結果が判明する。
スカイラブ
ハクナとチェルシーのチームのスポンサー企業。惑星エデンの喫茶店から銀河ファミリーレストランの大手チェーン店まで成長した。イベントコンパニオンの派遣業務も手がけており、培養食品メーカーのリグ・シンセミートなどの関連企業を持つ。企業モットーは「文化と愛」。ユェイン・ラウはここの二代目社長。
ヴィスワ&オーデル
リーナの祖父の運営する星間貨客船企業の大手老舗グループ。リーナの祖父は初期のフォールド技術の研究者で、旧OTECから反統合同盟に亡命した。第一次星間大戦後は惑星開拓と流通を担うべく造船・星間運輸企業を興した。
タキオン&エクスプレス
ベルティエのスポンサー企業。第一次星間大戦後にクァドランを使った宅配便で事業を拡大したゼントラーディ系の会社。

## 書籍

### 小説
アスキー・メディアワークス発行（電撃ホビーブックス）。新書版。著：小太刀右京、イラスト：トミィ大塚。電撃ホビーウェブで連載されていた小説に加筆・修正を行っている。
マクロス・ザ・ライド 上巻
2011年6月25日初版発行。第1話-第6話を収録。ISBN 9784048706544
マクロス・ザ・ライド 下巻
2011年12月24日発行。第7話-第12話を収録。ISBN 9784048861229

### ビジュアルブック
アスキー・メディアワークス発行（電撃ホビーブックス）。A4版。『電撃ホビーマガジン』に掲載された模型作例と設定・イラスト、スタッフへのインタビューなどを掲載。
マクロス・ザ・ライド ビジュアルブックVol.1
2011年6月25日初版発行。第1話-第6話分を収録。河森正治と天神英貴の対談も収録。ISBN 9784048706766
マクロス・ザ・ライド ビジュアルブックVol.2
2011年12月24日発行。第7話-第12話を収録。宮武一貴のインタビューも収録。ISBN 9784048861212